# 瀬口龍一
瀬口 龍一（せぐち りゅういち、1933年11月19日-  ）は、日本の経営者。日立建機社長、会長を務めた。

## 来歴・人物
熊本県出身。1956年に東京大学法学部公法学科を卒業し、同年に日立製作所に入社。
1971年に日立建機に転じ、1981年に取締役に就任し、1983年に常務、1989年6月に専務を経て、1993年6月に副社長に就任し、1997年6月には社長に昇格。2003年4月に会長に就任し、2006年4月に取締役を経て、2006年4月から相談役を務めた。
2005年6月から2007年6月までに日立製作所取締役を務めた。
2011年11月に旭日中綬章を受章。